# Homalotylus hybridus
Homalotylus hybridus är en stekelart som beskrevs av Hoffer 1963. Homalotylus hybridus ingår i släktet Homalotylus och familjen sköldlussteklar.
Artens utbredningsområde är Slovakien. Inga underarter finns listade i Catalogue of Life.